# Pedro Reyes (Fußballspieler)
Pedro Antonio Reyes González (* 13. November 1972 in Antofagasta) ist ein ehemaliger chilenischer Fußballspieler und jetziger -trainer. Der Abwehrspieler spielte 54-mal für die Nationalmannschaft Nationalmannschaft Chiles und nahm an der Weltmeisterschaft 1998 in Frankreich teil. Mit der U-23 Chiles gewann der auch als Pedrote bekannte Reyes die Bronzemedaille bei den Olympischen Spielen 2000.

## Karriere

### Vereinskarriere
Pedro Reyes debütierte 1991 in seiner Geburtsstadt bei Deportes Antofagasta. 1993 wechselte er zum CSD Colo-Colo, mit dem er vier Meisterschaften und zwei Pokalsiege holte. 1998 wechselte Reyes zum französischen Klub AJ Auxerre, für den er drei Jahre auflief. 2002 kehrte Pedrito nach Chile zurück. Er spielte noch für Universidad de Chile, Unión Española, in Paraguay für Club Olimpia, Deportes La Serena und Audax Italiano. Zum Abschluss seiner Karriere kehrte er zu Unión Española und dann zu seinem Debütklub Deportes Antofagasta zurück, bei dem er auch seine Karriere 2008 beendete.

### Nationalmannschaftskarriere
Pedro Reyes gab sein Debüt für Chile im April 1991 beim 2:0-Erfolg im Freundschaftsspiel gegen die USA. Danach spielte er die Qualifikation zur Weltmeisterschaft 1998. Dabei erzielte Pedrito beim 6:0-Sieg über Venezuela und beim 4:0-Sieg gegen Peru jeweils einen Treffer für sein Team. Bei der Endrunde in Frankreich spielte Reyes alle vier Partien. Das Team von Nelson Acosta überstand die Gruppenphase mit drei Unentschieden, schied im Achtelfinale aber gegen Brasilien aus dem Turnier aus.
Bei der Copa América 1999 absolvierte Reyes zwei der drei Gruppenspiele, Chile zog als Gruppendritter in die K.-o.-Phase ein. Im Viertelfinale gegen Kolumbien setzte sich Chile mit 3:2 durch. Reyes erzielte sowohl den 1:1- als auch den 2:2-Ausgleichstreffer für La Roja. Im Halbfinale scheiterte der Andenstaat an Uruguay nach Elfmeterschießen und wurde letztlich Vierter des Turniers. Bei der Copa América 2001 kam der 1,85 m große Abwehrspieler in allen vier Partien Chiles über die volle Spielzeit zum Einsatz. Chile schied im Viertelfinale gegen Mexiko aus.
Reyes spielte einen Großteil der Qualifikation zur Weltmeisterschaft 2002, für die sich Chile aber nicht qualifizieren konnte. Das letzte Länderspiel absolvierte Reyes im September 2001 beim 2:1-Sieg im Freundschaftsspiel gegen Frankreich. Insgesamt absolvierte Reyes 54 Länderspiele, bei denen er vier Tore erzielte.
Im Jahr 2000 konnte er sich mit der chilenischen Olympiaauswahl die Bronzemedaille bei den Olympischen Sommerspielen in Sydney sichern.

### Trainerkarriere
Im Juni 2009 schloss Reyes seine Ausbildung zum Fußballlehrer ab. 2009 wurde er Co-Trainer bei Unión Española. Auch nach einem Cheftrainerwechsel blieb Reyes in dieser Position. Erst mit dem Abgang von José Luis Sierra, mit dem er zusammen beim CSD Colo-Colo gespielt hatte, wechselte Reyes den Klub und folgte Sierra als Co-Trainer bei seinen Stationen bei Ittihad FC, al-Ahli Dubai auf der arabischen Halbinsel und kam mit ihm zurück nach Chile zum CD Palestino. Seit 2023 fungiert Reyes als Jugendtrainer von Unión Española.

## Erfolge
Universidad Católica
- Chilenischer Meister (4): 1993, 1996, 1997-C, 1998
- Chilenischer Pokalsieger: 1994, 1996

Chile
- Olympische Spiele 2000: Bronze